# Lago Nero (Bergamo)
Il lago Nero è un lago artificiale situato nelle Alpi Orobie in alta Val Seriana, racchiuso in una vallata contenente i seguenti bacini artificiali:
- il lago di Aviasco
- il lago Campelli
- il lago Sucotto
- il lago Cernello

Costruito negli anni 1920  dall'Azienda Elettrica Crespi e C. è il maggiore dei cinque laghi. Il progetto originale della diga vedeva la sua forma esterna a grandi arconi a tutto sesto, ma quando il lavoro era già iniziato, dopo il crollo della diga del Gleno fu rivista la sua forma, venne demolito quanto già iniziato e fu realizzata la nuova costruzione con la forma circolare ritenuta più resistente alla pressione dell'acqua.
La zona si raggiunge per la via più breve partendo da Valgoglio, in alta Val Seriana. Il sentiero parte dalla zona nord-est del paese, ed è ben segnato .
Si sale seguendo inizialmente le condotte d'acqua fino a giungere in vista della diga del lago Sucotto, quindi si prosegue a sinistra, cioè in direzione ovest, su per una salita che, poco più in alto, porta alla diga del lago Nero in prossimità del quale sorge la Baita Lago Nero gestita dalla sottosezione C.A.I. di Ardesio Alta Val Seriana.

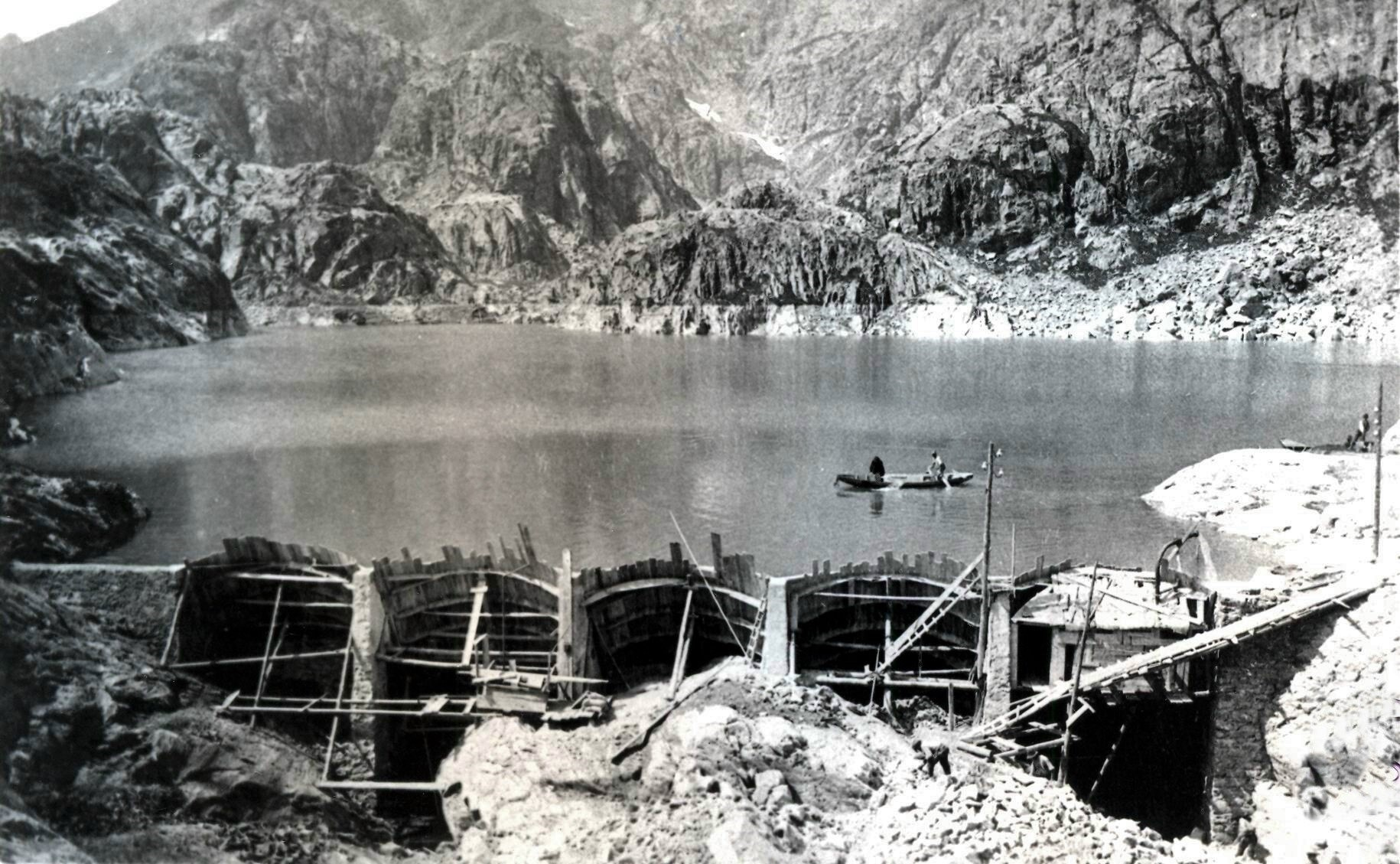
Lavori per la costruzione della diga

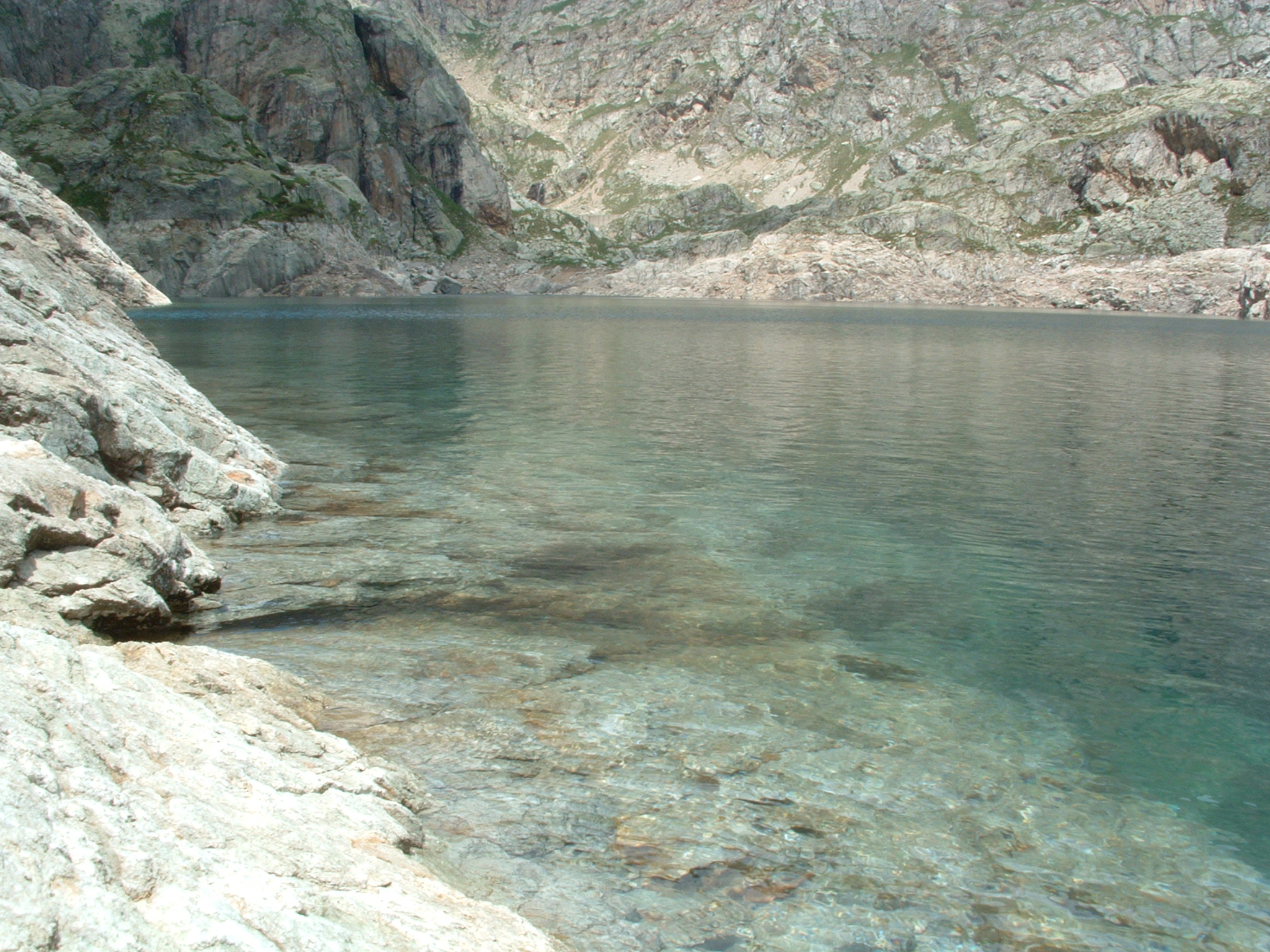
Scorcio sul lago Nero

## Eventi
Questo lago, che prende il nome dal nero riflesso dei monti nelle sue acque, è stato anche luogo di un incidente mortale.
L'11 ottobre 1933, un gruppo di operai si trovava su di un ponte pensile, collegato a una piatta che si muoveva su appositi binari, per un normale lavoro di iniezioni cementarie al muraglione della diga. Detto ponte cedette e gli operai precipitarono nel lago, nelle acque profonde e fredde dal disgelo della neve in aprile. Due operai si salvarono aggrappandosi a chiodi e galleggianti, mentre quattro di loro, Scacchi Pietro, 18 anni, Terzi Giuseppe, 23 anni, Boccardi Pietro, 34 anni e Costa Bortolo, 43 anni, persero la vita annegando nelle nere acque. 
Il nome di lago Nero, verrà per molti anni collegato a questa tragedia.